# Казуарові

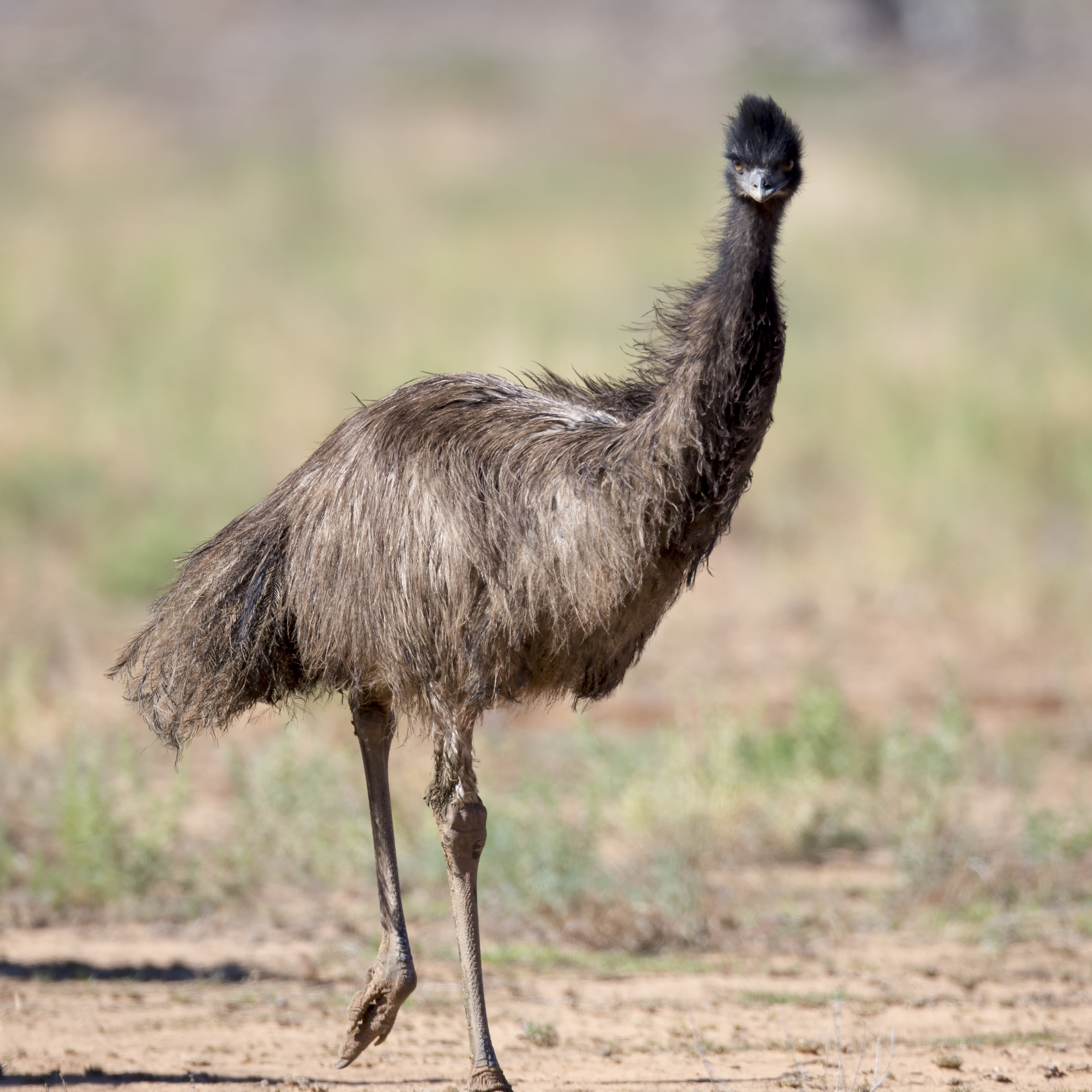
ему

Казуарові (Casuariidae) — родина нелітаючих безкілевих птахів ряду казуароподібних (Casuariiformes).

## Види
- † Emuarius Boles, 1992
  - † E. gidju (Patterson & Rich 1987) Boles, 1992
  - † E. guljaruba Boles, 2001
- Casuarius Brisson, 1760 — казуар
  - † C. lydekkeri Rothschild, 1911
  - C. casuarius (Linnaeus, 1758) — казуар шоломний або казуар звичайний
  - C. unappendiculatus Blyth, 1860 — казуар жовтошиїй
  - C. bennetti Gould, 1857 — казуар малий
- Dromaius Vieillot, 1816 — ему
  - †D. arleyekweke Yates & Worthy 2019
  - †D. ocypus Miller 1963
  - D. novaehollandiae (Latham, 1790) — ему австралійський

## Опис
Це великі та важкі птахи, заввишки до 1,5 м. Вага тіла сягає 60–80 кг. Пір'я чорне. Мають стиснутий з боків дзьоб, роговий "шолом" на голові. Шолом може сягати до 7 см. Звідси походить й назва самого птаха — з малайської мови казуар перекладається як "рогата голова". Крила складаються з 5–6 великих пір'їн. Хвіст відсутній. Казуари мають довгі ноги для швидкого бігу. На ногах є великі пазури, особливо на другому пальці. Він може сягати до 12,5 см завдовжки. Це небезпечна зброя. Голова та шия голі, без пір'я. З боків голови звисають шкірні вирости — сережки.

## Спосіб життя
Живе у лісових хащах. Це нелітаючий птах. Казуари непогано плавають. Казуар живиться здебільшого плодами, а також грибами, комахами, рибою, земноводними, гризунами. 
Це поодинокі тварини. Пари утворюють лише у період шлюбного сезону, що триває у травні — червні. Гнізда роблять з листя та моху. Відкладають 3–5 яєць зеленого забарвлення. Яйця завдовжки 14 см. Яйця насиджує самець протягом 39–56 днів. Молоді казуари з'являються у липні — червні.

## Розповсюдження
Казуарові поширені на острові Нова Гвінея та північному сходу Австралії (п-ів Кейп-Йорк).